# Badeloge Maurijnsdr. van der Does
Badeloge Maurijnsdr. van der Does OCist (geboren vor 1373; gestorben 15. Januar 1412 in Noordwijkerhout) war eine niederländische Zisterzienserin und Äbtissin des Klosters Leeuwenhorst.

## Leben
Badeloge Maurijnsdr. van der Does war die Tochter von Maurijn I van der Does (?–1358) und Elisabeth Albrechtsdr. aus Voorne (erwähnt 1354). Sie hatte mindestens zwei Brüder Maurijn II. (gestorben 1432) wird 1388 erwähnt und Willem (gestorben 1405), Abt in Middelburg. Badeloge van der Does wird erstmals 1373 in Berichten über das Kloster Leeuwenhorst erwähnt. Leeuwenhorst war ein Kloster für adlige Damen in Noordwijkerhout. Sie war zu der Zeit Subpriorin und Kantrix. Zugleich war sie vermutlich eine der beiden Stiftsdamen des Klosters. Die Kantrix war zuständig für das Chorgebet, die Lesungen bei Tisch und die Büchersammlung. Die Bursaria unterstützte die Äbtissin bei der Umsetzung der Finanzpolitik des Klosters. Angesichts dieser Funktionen und Verantwortlichkeiten kann davon ausgegangen werden, dass Badeloge van der Does sehr gebildet war.
Badeloge van der Does folgte im Jahr 1403 der verstorbenen Margriet van de Wateringen als Äbtissin des Klosters Leeuwenhorst. Sie war die erste von insgesamt drei Äbtissinnen aus der Familie Van der Does in diesem Kloster. Die anderen Äbtissinnen sind  ihre Nichte Machteld van der Does und Johanna Adriaansdr. van der Does.
Als im Jahr 1412 die Pest in der Region wütete, erkrankten auch Ordensmitglieder im Kloster Leeuwenhorst. Am 15. Januar 1412 starb Badeloge van der Does, vermutlich an der Pest. Ihre sterblichen Überreste wurden im Kapitelsaal des Klosters beigesetzt.